# 野村秀敏
野村 秀敏（のむら ひでとし、1950年 - ）は、日本の法学者。専門は民事訴訟法。学位は、法学博士（一橋大学・論文博士・1983年）（学位論文『保全訴訟と本案訴訟』）。成城大学教授、横浜国立大学教授を経て、専修大学教授。法務省司法試験考査委員、財団法人民事紛争処理研究基金評議員等を歴任。

## 人物
1973年一橋大学法学部卒業。1975年一橋大学大学院法学研究科修士課程修了、法学修士。1978年一橋大学大学院法学研究科博士課程単位取得退学。指導教官竹下守夫。1983年著書『保全訴訟と本案訴訟』で一橋大学より法学博士の学位を取得。審査員は、竹下守夫・川井健・好美清光。
1977年成城大学法学部助手。1979年同専任講師。1982年同助教授。フライブルク大学留学を経て、1989年成城大学法学部教授。1990年から1991年までアレキサンダー・フォン・フンボルト財団給費留学生としてフライブルク大学に留学。1997年再びフライブルク大学に留学。2002年横浜国立大学大学院国際社会科学研究科教授。2003年再びアレキサンダー・フォン・フンボルト財団給費留学生としてフライブルク大学に留学。2009年から専修大学大学院法務研究科教授を務め、佐野裕志教授とともに同研究科における民事訴訟法教育の立て直しにあたった。2013年フライブルク大学に留学。
専門は民事訴訟法。2003年から2013年まで法務省司法試験考査委員（民事訴訟法）を務めた。労働省賃金債権の確保に関する研究会委員、財団法人民事紛争処理研究基金評議員、横浜弁護士会懲戒委員会予備委員等を歴任。

## 著書
- 『保全訴訟と本案訴訟 : 被保全権利の審理を中心として』千倉書房 1981年
- 『予防的権利保護の研究 : 訴訟法学的側面から』千倉書房 1995年
- 『新民事訴訟法の解説』一橋出版 1997年
- 『破産と会計』信山社出版 1999年
- 『民事保全法研究』弘文堂 2001年
- 『民事訴訟法の解説』一橋出版 2002年
- 『民事訴訟法判例研究』信山社出版 2002年
- 『テキストブック民事執行・保全法』（遠藤功,大内義三と共編）法律文化社 2007年
- 『教材倒産法 : 実務と理論の架橋』（若田順と共編）信山社 2010年
- 『法学民事訴訟法 : 逐条解説』信山社 2013年
- 『最新EU民事訴訟法判例研究 1』（安達栄司と共編）信山社 2013年
- 『国際的民事紛争と仮の権利保護』信山社 2017年